# آي إيه آر-827
آي إيه آر-827 (بالإنجليزية: IAR-827)‏ هي طائرة زراعية، أحادية السطح. أنتجت في رومانيا. من صناعة الصناع ايرونوتيكا رومانا. كان أول طيران لها في 1976.